# Бюраван
Бюраван (вірм. Բյուրավան) — село в марзі Арарат, у центрі Вірменії. Село розташоване за 12 км на північний захід від міста Арташата, за 5 км на північ від села Бурастан, за 3 км на схід від села Мхчян та 2 км на південний захід від села Ншаван.